# Bachman-Turner Overdrive
I Bachman-Turner Overdrive (chiamati anche BTO) sono un gruppo musicale rock formato nel 1972 a Winnipeg, Canada.
Nel 1974 il singolo You Ain't Seen Nothing Yet raggiunge la prima posizione nella Billboard Hot 100, e anche in Canada, Germania, Danimarca, Nuova Zelanda e Sud Africa, la seconda nella Official Singles Chart, la terza in Austria e Paesi Bassi, la quarta in Irlanda, la quinta in Svizzera e la settima in Norvegia.

## Formazione

### Attuale
- Randy Bachman - voce, chitarra (1973–1977, 1983–1986, 1988–1991, 2023-presente)
- Fred Turner - voce, basso elettrico (1973–1979, 1983–1986, 1988–2005, 2023-presente)
- Tal Bachman - chitarra (2023-presente)
- Mick Dalla Vee - basso (1996-2005; 2023-presente)
- Mark LaFrance - batteria (2023-presente)

### Ex membri
- Tim Bachman - chitarra (1973–1974, 1983–1986; morto nel 2023)
- Robbie Bachman - batteria (1973–1979, 1988–2005; morto nel 2023)
- Blair Thornton - chitarra (1974–1979, 1988–2005)
- Jim Clench - basso elettrico (1977–1979; morto nel 2010)
- Garry Peterson - batteria (1983–1986)
- Randy Murray – chitarra (1991–2005)

## Discografia

### Album in studio
- Bachman-Turner Overdrive (1973)
- Bachman-Turner Overdrive II (1973)
- Not Fragile (1974)
- Four Wheel Drive (1975)
- Head On (1975)
- Freeways (1977)
- Street Action (1978)
- Rock n' Roll Nights (1979)
- Bachman-Turner Overdrive (1984)

### Live
- Japan Tour Live (1977)
- Live! Live! Live! (1986)
- King Biscuit Flower Hour (1998)
- Live (2000)
- From the Front Row: Live (2003)
- In Concert (2005)

### Raccolte
- Best of B.T.O. (So Far) (1976)
- You Ain't Seen Nothing Yet (1983)
- BTO's Greatest (1986)
- The Very Best of B.T.O. (1990)
- The Anthology (1993)
- The Best of Bachman-Turner Overdrive Live (1994)
- Trial by Fire - Greatest and Latest (1996)
- Takin' Care of Business (1998)
- 20th Century Masters (2000)
- The Collection (2001)
- Classic (2001)
- Hits You Remember: Live (2001)
- Universal Masters Collection (2001)
- Greatest & Latest (2001)